# Скуріа
Скуріа (груз. სკურია) — село в Грузії.
За даними перепису населення 2014 року в селі проживає 92 особи.